# Hedersleben
Hedersleben ist eine Gemeinde im Landkreis Harz in Sachsen-Anhalt. Sie gehört der Verbandsgemeinde Vorharz an, die ihren Verwaltungssitz in Wegeleben hat.

## Geografie
Die Gemeinde liegt am Fluss Selke unmittelbar vor der Mündung in die Bode. Im Osten des Gemeindegebiets, das ansonsten hauptsächlich landwirtschaftlich genutzt wird, liegen die westlichen Ausläufer des unter Naturschutz stehenden großen Waldgebietes Hakel.
Am Zusammenfluss von Selke und Bode beginnt die Bode-Selke-Aue.

## Geschichte
Der Ort wurde erstmals 978 in einer Urkunde Ottos II. erwähnt.

### Religion

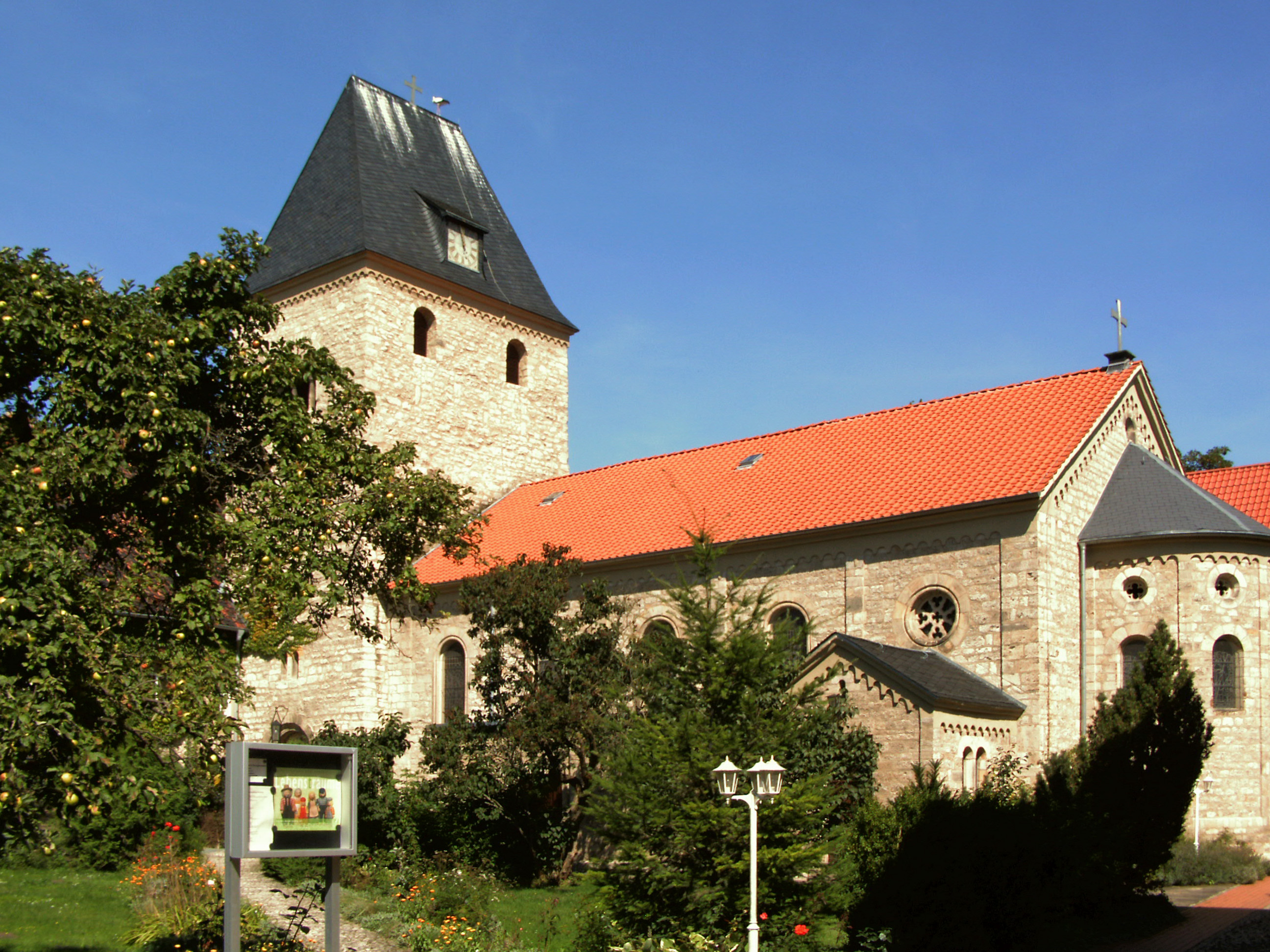
Katholische St.-Gertrud-Kirche

Das Zisterzienserinnenkloster St. Maria und Gertrud wurde 1253 errichtet, 1262 kamen Nonnen aus dem Kloster Helfta hinzu. Die ältere Marienkirche wurde nach der Reformation als Simultankirche genutzt. 1713 wurde auf dem Gelände des Klosters eine evangelische Pfarrkirche errichtet, während die katholische Gemeinde im Jahr 1717 eine neue barocke Kirche einweihte. Der bis heute erhaltene romanische Kirchturm der Vorgängerkirche wurde dabei in die neue katholische Kirche integriert. 1810 wurde das Kloster nach dem Reichsdeputationshauptschluss durch die westfälische Regierung aufgehoben. Letztendlich konnte 1841 eine katholische Pfarrei neu errichtet werden, und 1845 wurde mit dem Wiederaufbau der mittlerweile teilweise stillgelegten und baufälligen Kirche begonnen. 1846 wurde sie eingeweiht, sie besteht bis heute als St.-Gertrud-Kirche. 2003 wurde zur 750-Jahr-Feier der Klostergründung ein Gedenkstein errichtet. 2005 wurde eine umfassende Sanierung der St.-Gertrud-Kirche abgeschlossen.
Die heute (2016) rund 200 Mitglieder umfassende katholische Gemeinde St. Gertrud gehört heute mit der Gemeinde Herz-Jesu in Thale und der Gemeinde St. Mathilde in Quedlinburg zur Pfarrei St. Mathilde mit Sitz in Quedlinburg.
Die Gemeinde ist überwiegend evangelisch. Die evangelische Kirche gehört heute zum Kirchspiel Bode-Selke-Aue mit Sitz in Hausneindorf und zum Kirchenkreis Halberstadt.

## Politik

### Bürgermeister
Die ehrenamtliche Bürgermeisterin Kornelia Bodenstein wurde zum ersten Mal am 10. Mai 1998 gewählt und am 24. April 2005 bestätigt. Auch 2012 wurde Frau Bodenstein wiedergewählt.
Seit dem 1. Juni 2019 ist Michael Schmidt der Bürgermeister.

### Gemeinderat
Bei der Kommunalwahl am 26. Mai 2019 entfielen die 12 Sitze des Gemeinderats auf folgende Parteien und Wählergruppen. Die Wahlbeteiligung lag im Jahr 2019 bei 55,97 %.
- CDU: 36,82 %, 4 Sitze
- SPD: 31,68 %, 4 Sitze
- Wählergruppe Gemeinschaft Freiwillige Feuerwehr Hedersleben: 12,68 %, 2 Sitze
- Die Linke: 8,83 %, 1 Sitz
- FDP: 6,66 %, 1 Sitz

3,33 % der Stimmen fielen auf zwei Einzelbewerber, die keinen Sitz im Gemeinderat erreichen konnten.

### Wappen
Das Wappen wurde vom Heraldiker Karl-Heinz Fritze aus Niederorschel gestaltet.

## Kultur und Sehenswürdigkeiten
Die Kulturdenkmale der Gemeinde sind in der örtlichen Denkmalverzeichnis eingetragen.

### Bauwerke
Das ehemalige Kloster St. Gertrudis wurde säkularisiert und 1811 vom Oberamtmann und Rittergutsbesitzer Johann Matthias Heyne erworben und verblieb bis zu Enteignung 1945 im Zuge der Bodenreform in der Hand seiner Nachkommen, die auch die Begründer der Firma Heyne, Heyer & Co. waren und die zuletzt, neben der noch in Teilen baulich vorhandenen Hederslebener Zuckerfabrik, 4500 ha Ackerland bewirtschafteten. Die Familie Heyne/Heine waren Nachfahren des ersten Amtmanns auf Burg Schneidlingen, Michel Heyne, der zuvor am Gröninger Hof des Herzogs Heinrich Julius von Braunschweig-Wolfenbüttel tätig gewesen war. Zweige der Familie erwarben auch Besitz in Gröningen, das Vorwerk Heynburg mit Dalldorf und Günthersdorf, ferner Hakeborn und das Kloster St. Burchardi (Halberstadt), sowie das Kloster Hadmersleben. Aus dem Hederslebener Zweig stammte der Generalleutnant Hans-Walter Heyne.
Im Zuge der Bodenreform wurde die Liegenschaften des Klosters Hedersleben – Ackerland und Gebäudekomplex des Klosters – in Volkseigentum überführt. Das Hauptgebäude des Klosters beherbergte von 1950 an bis zum Neubau der Sigmund-Jähn-Schule 1977 eine zehnklassige Schule. Nebengebäude der Klosteranlage befanden sich in Nutzung der LPG, die hier neben Viehhaltung Lagerräume sowie einen Reparaturstützpunkt für Landmaschinen betrieb. Weiter unterhielt die Gemeinde hier vier kommunale Wohnungen.
Zum Zeitpunkt der deutschen Wiedervereinigung befanden sich die Gebäude der Klosteranlage in einem stark vernachlässigten Zustand und zunehmender Verfall hatte begonnen.
Im Interesse einer Erhaltung und Nutzung der Klosteranlage wurde der Verein Internationales Zentrum für Innovation, Qualifizierung und Gewerbeförderung e. V. gegründet, der nach erfolgter Übertragung in kommunales Eigentum durch die Treuhandanstalt mit der Gemeinde einen 30-jährigen Pachtvertrag abschloss. In der Folge wurde durch den Verein die Klosteranlage wieder in einen nutzbaren Zustand überführt. Das Hauptgebäude wurde umgewandelt in ein Seminar- und Veranstaltungszentrum. In Nebengebäuden wurde ein Museumsbereich eingerichtet. Die historische Streuobstwiese – inklusive des Teiches – wurde renaturiert und ein Naturlehrpfad angelegt. Eine biologische Pflanzenkläranlage zur Abwasserreinigung wurde errichtet, wie auch Zisternen zum Sammeln des Regenwassers installiert. Für diese Aktivitäten wurde der Verein 1998 durch die Deutsche Bundesstiftung Umwelt im Rahmen des Wettbewerbes „Tat-Orte“ ausgezeichnet.
2014 verkaufte die Gemeinde Hedersleben das Kloster an Nachkommen Heynes zusammen mit Partnern.

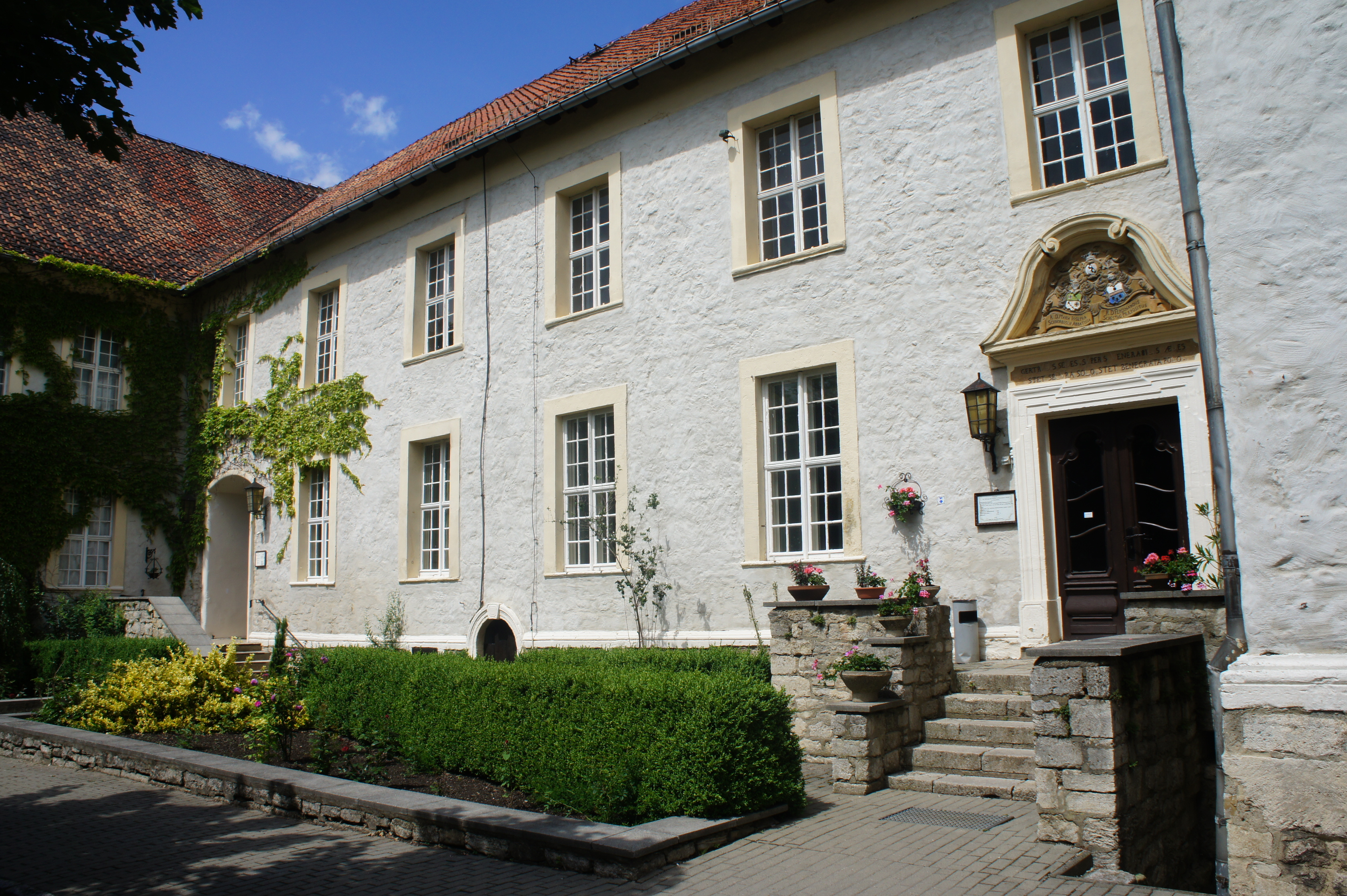
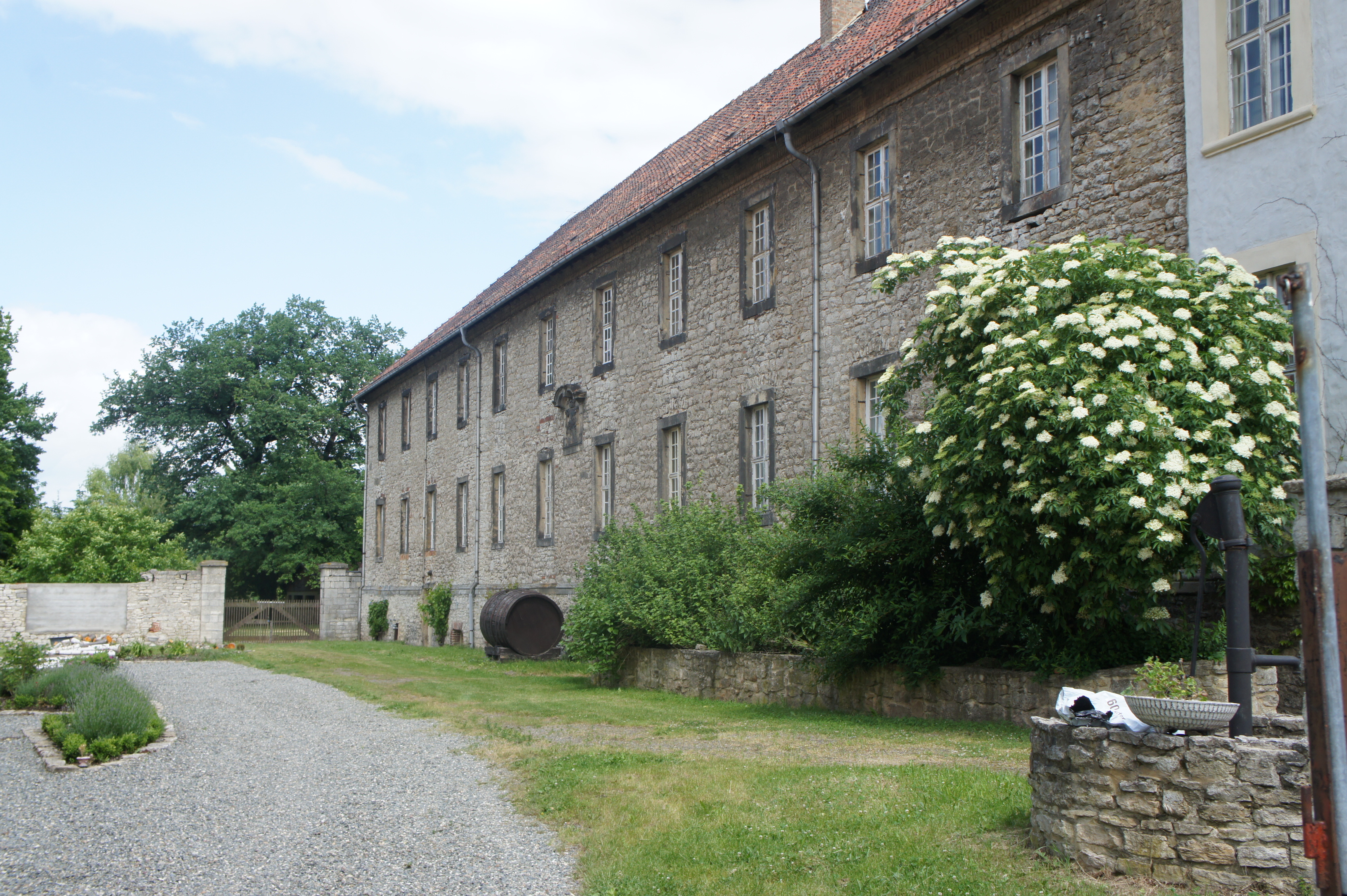
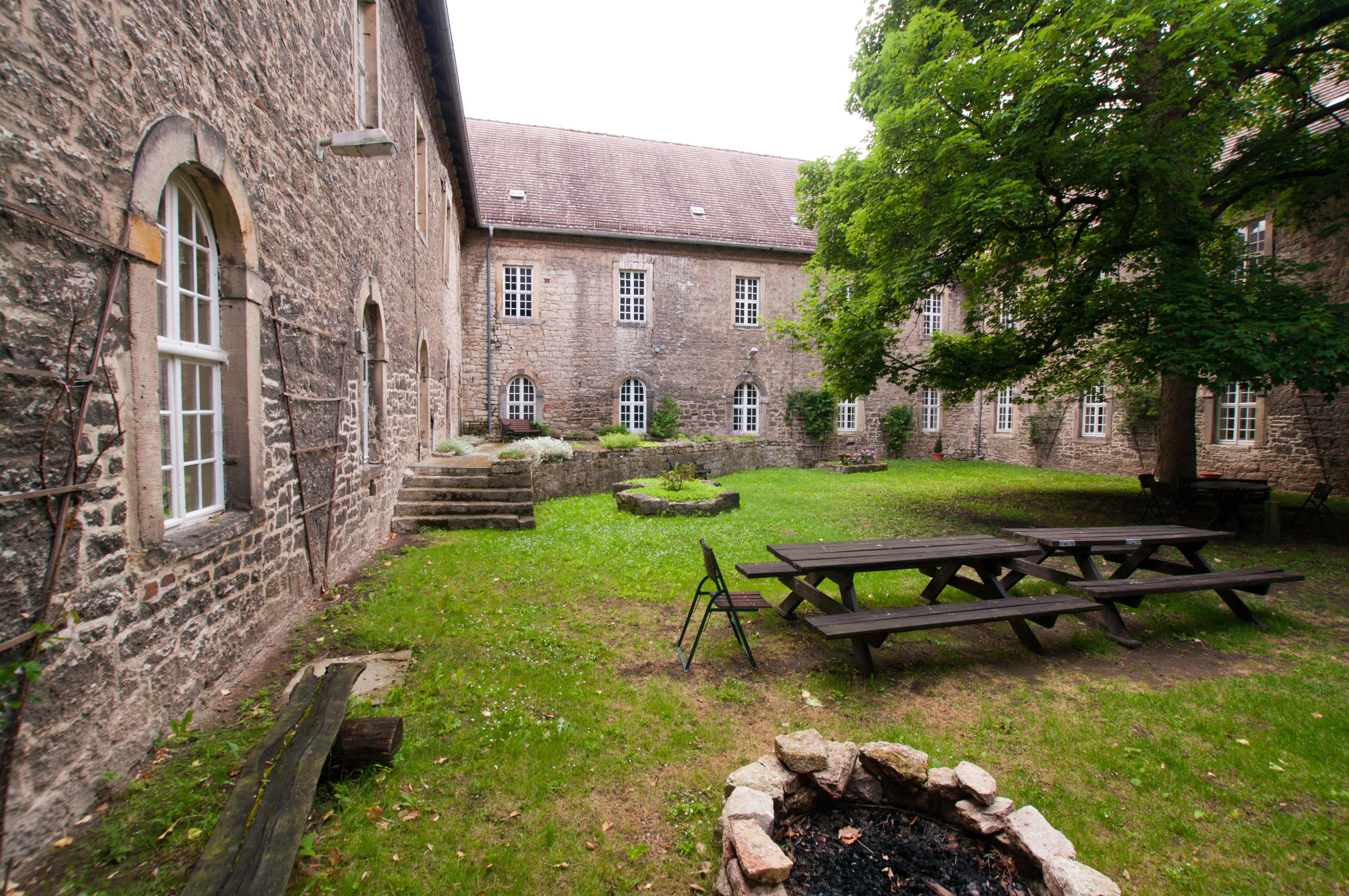

Östlich des Klosters befindet sich die 1713/14 errichtete evangelische St.-Trinitatis-Kirche, nördlich hiervon die Klosterschmiede Hedersleben.

### Denkmale
Auf dem Ortsfriedhof befinden sich Grabstätten für sieben unbekannte KZ-Häftlinge, die im April 1945 auf einem Todesmarsch vom KZ Langenstein-Zwieberge, einem Außenlager des KZ Buchenwald, ermordet und begraben wurden.

## Wirtschaft und Infrastruktur

### Verkehr
Hedersleben wird von zwei Buslinien (234 und 235) der Harzer Verkehrsbetriebe angefahren. Es bestehen Verbindungen von und nach Quedlinburg und Halberstadt. Des Weiteren halten Züge auf der Regionalbahn Halberstadt–Gatersleben–Aschersleben am Haltepunkt „Hedersleben-Wedderstedt“.

### Medien
Super Sonntag
Wochenspiegel (Quedlinburg und Umgebung)
Regionale Tageszeitung ist die Mitteldeutsche Zeitung.

### Bildung
In Hedersleben gab es in der DDR-Zeit eine Grundschule und Sekundarschule im gemeinsamen Gebäudekomplex. Die Sigmund-Jähn-Oberschule wurde später wegen Schülermangel geschlossen. Erhalten blieb die Grundschule, die nun den Namen „Grundschule am Hakel“ trägt. Am 6. August 2010 wurde eine Sekundarschule in evangelischer Trägerschaft eingerichtet.